# Museo Dolores Olmedo

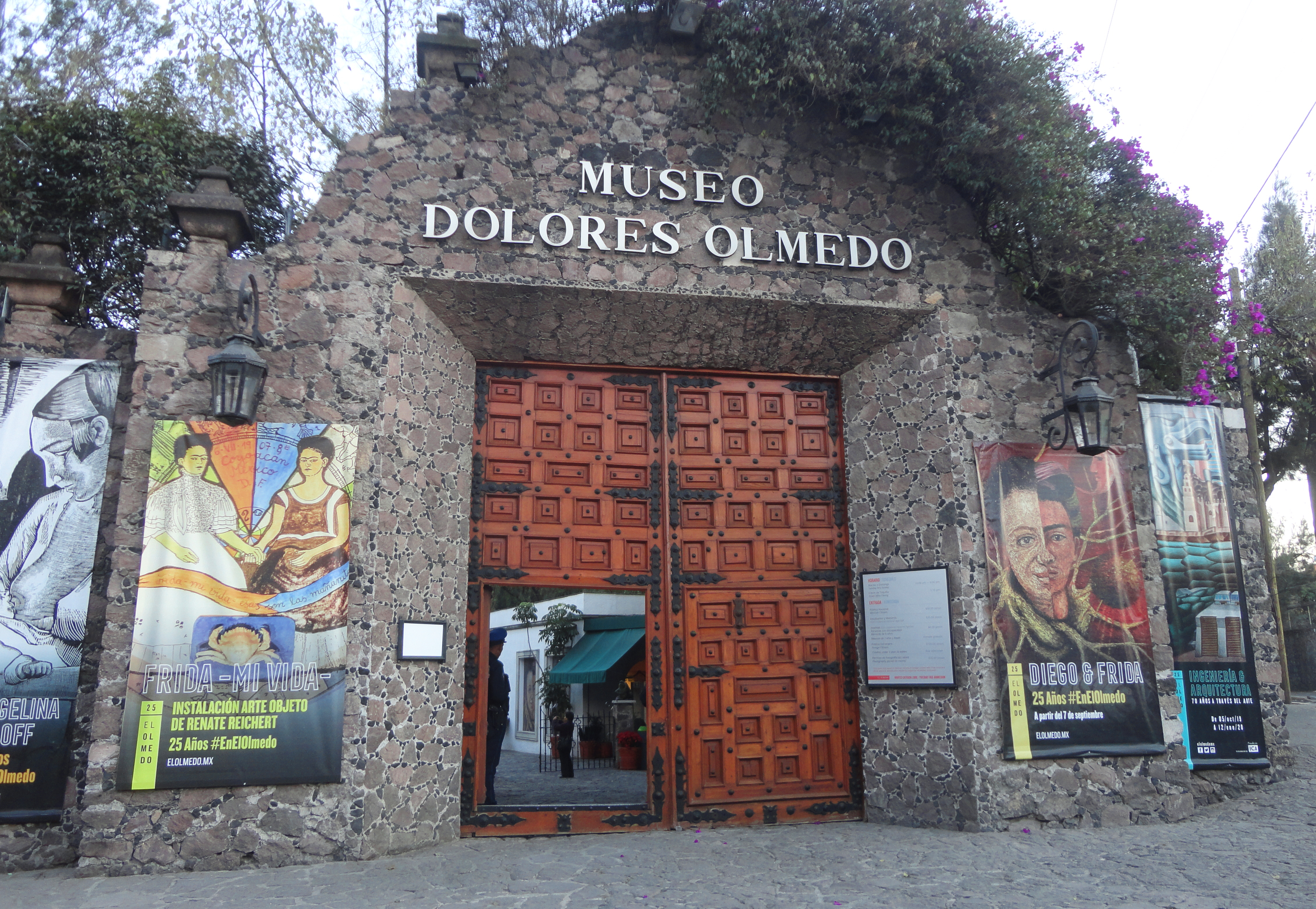
Tor zum Museum an der Avenida Mexico in Xochimilco

Das Museo Dolores Olmedo befindet sich im Ortsteil La Noria von Xochimilco in Mexiko-Stadt. Es beherbergt unter anderem die größte private Sammlung von Werken  des mexikanischen Künstlerpaares Diego Rivera und Frida Kahlo.

## Hintergrund
Die mexikanische Geschäftsfrau und Kunstmäzenin Maria de los Dolores Olmedo y Patiňo Suarez (* 14. Dezember 1908; † 27. Juli 2002 in Mexiko-Stadt) war  Diego Rivera schon als Kind begegnet und später mit ihm bis zu dessen Tod befreundet. Sie erscheint auch auf einigen seiner Gemälde. Auf Wunsch von Rivera kaufte Dolores Olmedo auch Gemälde seiner Ehefrau Frida Kahlo an, deren Werke dadurch erstmals einem größeren Kreis bekannt wurden. Rivera setzte Olmedo vor seinem Tod  als Vermögensverwalterin und als Direktorin seines Museums Anahuacalli (in San Angel) sowie des Casa Azul (Geburts-, Sterbe- und zeitweiliges Wohnhaus von Frida Kahlo) ein.
1962 erwarb Olmedo das Gelände der ehemaligen Hazienda La Noria mit Gebäuderuinen aus dem 16. Jahrhundert, die sie restaurieren  und zum Teil zu  Ausstellungsräumen gestalten ließ, die ihre immer umfangreicher werdende Sammlung aufnehmen konnten.
Ihre Sammlung hat Olmedo schon zu Lebzeiten dem mexikanischen Volk vermacht. Seit  1994 ist das Museum und der umgebende Garten der Öffentlichkeit zugänglich, dienstags sogar ohne Eintrittsgeld. Dort befindet sich auch ihr Wohnhaus; die Privaträume können seit ihrem Tod ebenso besichtigt werden.

## Dauerausstellung
In der Dauerausstellung sind neben den zahlreichen Werken von Diego Rivera und Frida Kahlo auch Arbeiten der russisch-französischen Malerin und Bildhauerin  Angelina Beloff zu sehen, mit der Rivera während seiner Pariser  Zeit eine längere  Beziehung hatte. Ebenso werden Beispiele mexikanischer Volkskunst gezeigt, von gewebten Stoffen über Keramikwaren und bunten Lebensbäumen bis hin zu kostümierten Skelettfiguren, die besonders  am Tag der Toten eine wichtige Rolle spielen. Auch  präkolumbische  Kunstgegenstände  können  betrachtet werden. In den Privaträumen sind Möbel,  Dekorationsstücke (aus Elfenbein, Porzellan, China-Lack) sowie diverse Fotografien und Familienbilder zu sehen.

## Der Garten
Im kunstvoll angelegten Garten befinden sich zahlreiche Skulpturen sowie ein Gehege für Xoloitzcuintle-Hunde. Mehrere Pfauen bewegen sich frei auf dem Gelände.

## Kulturelle Veranstaltungen
Neben zeitlich begrenzten Ausstellungen  einheimischer Künstler werden im Museum regelmäßig weitere kulturelle Veranstaltungen wie Konzerte und (Volks-)Tanz angeboten. Jedes Jahr wird traditionell auch im Museum ein Altar zum Tag der Toten am 1. November aufgebaut.